# Пріор-Велю
Пріор Велю (порт. Prior Velho; МФА: [pɾi.ˈoɾ ˈvɐ.ʎu]) — парафія в Португалії, у муніципалітеті Лореш. Розташована в західній частині країни, на теренах історичної португальської провінції Ештремадура. Входить до складу округу Лісабон. За адміністративним поділом, чинним до 1976 року, терени парафії були складовою провінції Ештремадура. Належить до Лісабонського патріархату Католицької церкви. Патрон — святий Петро. Площа — 1,3199 км². Населення — 7136 ос. (2011). Сильно урбанізований регіон. Густота населення — 5406,47 осіб/км²
. Код — 110723.

## Населення
| Кількість мешканців | Кількість мешканців | Кількість мешканців | Кількість мешканців | Кількість мешканців | Кількість мешканців | Кількість мешканців | Кількість мешканців | Кількість мешканців | Кількість мешканців | Кількість мешканців | Кількість мешканців | Кількість мешканців | Кількість мешканців | Кількість мешканців |
| ------------------- | ------------------- | ------------------- | ------------------- | ------------------- | ------------------- | ------------------- | ------------------- | ------------------- | ------------------- | ------------------- | ------------------- | ------------------- | ------------------- | ------------------- |
| 1864                | 1878                | 1890                | 1900                | 1911                | 1920                | 1930                | 1940                | 1950                | 1960                | 1970                | 1981                | 1991                | 2001                | 2011                |
|                     |                     |                     |                     |                     |                     |                     |                     |                     |                     |                     |                     | 4 378               | 6 683               | 7 136               |